# George Ellis (atleta)
George Ellis (South Shields, Inglaterra; 7 de septiembre de 1932) es un atleta británico retirado, especializado en las pruebas de velocidad, en las que fue uno de los mejores atletas de la década de los 50.

## Carrera deportiva
En el Campeonato Europeo de Atletismo de 1954, disputado en la ciudad suiza de Berna, ganó con el combinado británico la medalla de plata en el relevo 4 × 100 m, con una marca de 40 s. 8, tras Hungría (oro, 40 s. 6) y por delante de la Unión Soviética (bronce, 40 s. 9).
A nivel individual, consiguió sendas medallas de bronce en las pruebas de 100 y 200 metros lisos, con unas marcas de 10 s. 7 y 21 s. 2 respectivamente.